# Gang (album)
Pour les articles homonymes, voir Gang (homonymie).
Albums de Johnny Hallyday
Rock 'n' Roll Attitude
(1985) Cadillac
(1989)
Singles
1. Je t'attends
Sortie : novembre 1986
2. J'oublierai ton nom (duo avec Carmel)
Sortie : janvier 1987
3. Je te promets
Sortie : juin 1987
4. Laura
Sortie : 8 octobre 1987

Gang est le 35e album studio de Johnny Hallyday. Écrit et réalisé par Jean-Jacques Goldman, il sort le 6 décembre 1986. Les chansons Je t'attends, J'oublierai ton nom (en duo avec Carmel), Je te promets et Laura, sont diffusées en singles et obtiennent un franc succès. 
L'Envie, autre tube de l'opus, est diffusé en single en 1988, dans une version enregistrée en public à Bercy, extraite de l'album Johnny à Bercy. 

## Histoire
En 1986, après le succès rencontré par l'album Rock'n'Roll Attitude, écrit et composé par Michel Berger, disque qui l'année précédente a relancé sa carrière, Johnny Hallyday fait à nouveau appel à un autre auteur compositeur interprète populaire Jean-Jacques Goldman. Contacté, celui-ci accepte aussitôt de composer au départ quelques titres pour son prochain album. 
Jean-Jacques Goldman confie en 1992 aux biographes de Johnny Hallyday : « Je n'ai pensé qu'une chose : ce type m'intéresse et je peux lui apporter quelque-chose. Au début, je ne voulais faire que la moitié de l'album, je voulais faire seulement une face. ». À l'origine, il est convenu qu'Elton John réalise l'autre face mais pour une raison inconnue cela ne peut se faire. Johnny Hallyday et son équipe reçoivent les sept titres proposés par Jean-Jacques Goldman pour qu'ils en retiennent au moins cinq : « Ils m'ont rappelé pour me dire que les sept titres leur plaisaient et qu'ils souhaitaient que j'en écrive deux de plus pour faire tout un album. » Finalement, dix chansons seront enregistrées, toutes signées Jean-Jacques Goldman.
Le disque est enregistré au Gang Recording Studio (Paris) du producteur Claude Puterflam. Le nom du studio donne son titre à l'album,.

## Discographie
- novembre 1986[4] :
  - 45 tours Philips Phonogram 888199 : Je t'attends, Dans mes nuits... On oublie[5]
  - Maxi 45 tours Philips Phonogram 888199-1 : Je t'attends (version longue) - Dans mes nuits... on oublie[6]

- 6 décembre 1986[4] :
  - 33 tours Philips 830756-1 Gang[7]
  - CD Philips 830756-2 Gang[4]

- janvier 1987[4],[8] :
  - 45 tours 888381-7 J'oublierai ton nom (en duo avec Carmel) - Encore[9]
  - Maxi 45 tours hors-commerce 6863318 monoface : J'oublierai ton nom (en duo avec Carmel)[10]

- juin 1987[4],[11] :
  - 45 tours Philips 888710-1 : Je te promets - Tu peux chercher[12]
  - Maxi 45 tours Philips hors-commerce 6863332-1 : Je te promets (4'34) - Je te promets (3'55) - Tu peux chercher (4'52)[4],[11]

- 8 octobre 1987[4],[11] :
  - 45 tours Philips 888979-7 : Laura - Ton fils[13]
  - CD single Philips 888979-2 3 titres : Laura - Je te promets - J'oublierai ton nom[11] (il s'agit du premier single de Johnny Hallyday à être commercialisé sous ce format)
  - Maxi 45 tours Philips hors-commerce 6863335 : Laura - Ton fils[11]

### Rééditions
En 2000, l'album est réédité en CD avec un son remastérisé et en fac-similé.
À l'occasion des trente ans de l'opus, Gang est remasterisé et réédité en mai 2017, en double LP et en triple CD, incluant l'album enregistré en public Johnny à Bercy dans une nouvelle version inédite.

## Liste des titres
- Sauf information complémentaire, Jean-Jacques Goldman a écrit l'ensemble des titres[17].

| 1.  | L'Envie                                  |                                      | 3:51 |
| 2.  | Je t'attends                             |                                      | 3:57 |
| 3.  | J'oublierai ton nom (en duo avec Carmel) | Jean-Jacques Goldman - Michael Jones | 4:41 |
| 4.  | Toute seule                              |                                      | 4:22 |
| 5.  | Je te promets                            |                                      | 4:35 |
| 6.  | Laura                                    |                                      | 4:42 |
| 7.  | Tu peux chercher                         |                                      | 4:53 |
| 8.  | Dans mes nuits... on oublie              |                                      | 3:44 |
| 9.  | Ton fils                                 |                                      | 3:47 |
| 10. | Encore                                   |                                      | 3:30 |

## Ventes
L'album est un succès en France avec des ventes estimées à 634 100 exemplaires. Il a également été certifié double disque de platine par le Syndicat national de l'édition phonographique en 1990.

## Crédits
- Guitares : Jean-Jacques Goldman, Michael Jones, Norbert Krief, Alain Pewzner, Patrice Tison
- Basse : Guy Delacroix
- Batterie : Christophe Deschamps, Manu Katche
- Percussions : Marc Chantereau, Jean-Pierre Janiaud
- Piano acoustique : Jean-Yves d'Angelo, Jean-Jacques Goldman.
- Piano électrique : Jean-Jacques Goldman, Roland Romanelli.
- Saxophone : Patrick Bourgoin
- Trompette : Kako Bessot
- Chœurs : Jean-Jacques Goldman, Jean-Pierre Janiaud

- Ingénieurs du son : Jean-Pierre Janiaud, Olivier Do Esperito Santo
- Photographe : Bettina Rheims

## Classements et certifications

### Classements hebdomadaires
| Classement (1986–87)             | Meilleure position |
| -------------------------------- | ------------------ |
| Europe (European Hot 100 Albums) | 59                 |
| France (SNEP)                    | 5                  |

| Classement (2017)            | Meilleure position |
| ---------------------------- | ------------------ |
| Belgique (Wallonie Ultratop) | 54                 |

### Certification
| Pays                           | Certification | Ventes certifiées |
| ------------------------------ | ------------- | ----------------- |
| France (SNEP)                  | 2 × Platine   | 600 000*          |
| *Ventes selon la certification |               |                   |